# Flugplatz Gatow
Flugplatz Gatow, eller Royal Air Force Station Gatow, RAF Gatow er en tidligere militær flyveplads der ligger i Spandau ved Berlin. Alle flyoperationer blev stoppet den 30. juni 1994, og området hedder nu General-Steinhoff Kaserne.

## Historie 1935 – 1994
Anlægget blev bygget i 1935 af nazisterne som en del af den tyske oprustning. Efter færdiggørelsen flyttede Luftwaffes flyverskole og et kollegium ind. For Luftwaffe var flyvepladsen den vigtigste sted til uddannelse af de mange piloter, der skulle i krig mod De Allierede. I maj 1945 fandt Den Røde Hær lufthavnen, men forlod den allerede juli 1945 og overdrog den til Royal Air Force.
Gatow spillede en vigtig rolle som en af de tre lufthavne i Vestberlin under blokaden af Berlin. I en periode var der også civil lufttrafik, da British European Airways åbnede en rute til Vesttyskland i 1946. Næsten al civil trafik flyttede til Tempelhof i 1950.
Herefter levede basen som Royal Air Force Station Gatow og var placeret i den britiske del af Vestberlin. Den var en vigtig luftbase under den kolde krig, og blev brugt til at transportere militært personel og materiel ind i den delte by.
I 1994 forlod De Allierede Berlin efter næsten 50 år i byen. Den 18. juni 1994 forlod den sidste soldat basen, og 7. september 1994 overdrog de området til Bundeswehr.

### Efter 1994
Flyvepladsen hedder nu General-Steinhoff Kaserne. Luftwaffe har stadigvæk nogle jordbaserede enheder placeret på stedet, ligesom det har åbnet det store Luftwaffenmuseum der Bundeswehr. Udover det er der på noget af arealet blevet bygget en ny bydel, som skulle huse alle de statsansatte, der flyttede til Berlin, da byen blev regeringsby.